# Козаче (Полтавський район)
Коза́че — село в Україні, у Скороходівській селищній громаді Полтавського району Полтавської області. Населення становить 25 осіб.

## Географія
Село Козаче знаходиться на одному з витоків річки Свинківка, на відстані 1 км від села Никонорівка. По селу протікає пересихаючий струмок з загатою. Поруч проходить автомобільна дорога Т 1722.

## Історія
12 червня 2020 року, відповідно до розпорядження Кабінету Міністрів України № 721-р «Про визначення адміністративних центрів та затвердження територій територіальних громад Полтавської області», село увійшло до складу Скороходівської селищної громади.
19 липня 2020 року, в результаті адміністративно — територіальної реформи та ліквідації Чутівського району, село увійшло до складу новоутвореного Полтавського району.

## Відомі уродженці
- Лебідь Микола Іванович (27 липня 1919-1968) — український геодезист, топограф, доцент Київського університету.